# Seymour Durst
Pour les articles homonymes, voir Durst (homonymie).
Seymour Bernard Durst, né le 7 septembre 1913 à New York et mort 15 mai 1995 à New York, est un homme d'affaires américain. Investisseur et promoteur immobilier, il est aussi connu pour être un philanthrope et l'inventeur du compteur de la dette publique.

## Biographie
Né dans le quartier de Washington Heights à Manhattan, il est le fils de Joseph Durst (en), issu d'une famille d'immigrés juifs originaire de Gorlice en Pologne, fondateur de la Durst Organization (en).
Seymour Durst fit ses études au Horace Mann School (en) à Riverdale (en) dans le Bronx, puis à l'université de Californie du Sud d'où il sortit en 1935 avec un diplôme de comptable.

## Vie personnelle
Il épouse en 1940 Bernice Herstein avec qui il a quatre enfants :
- Robert Durst, promoteur immobilier, impliqué dans trois meurtres distincts
- Douglas Durst, l'actuel président de la Durst Organization
- Wendy Durst Kreeger, philanthrope et écrivain
- Thomas Durst, philanthrope et écrivain

Bernice se suicide le 8 novembre 1950 en se jetant du toit de leur propriété de Scarsdale dans l'État de New York.